# Tramway de Saint-Romain-de-Colbosc
Vous lisez un « bon article » labellisé en 2008.
Le tramway de Saint-Romain-de-Colbosc est une voie ferrée d'intérêt local française à écartement métrique sise en Seine-Inférieure (aujourd'hui Seine-Maritime) qui relia, entre 1896 et 1929, la commune de Saint-Romain-de-Colbosc à la gare d'Étainhus - Saint-Romain située sur la Ligne Paris - Le Havre.
Longue de plus de quatre kilomètres, la ligne fut d'abord exploitée par des automotrices à vapeur Serpollet, puis après la défaillance de ces dernières, par des convois ferroviaires tractés par des petites locomotives à vapeur. Jusqu'à la Première Guerre mondiale, l'itinéraire transportait près de 100 000 voyageurs par an même si l'équilibre financier était fragile et les projets d'extension du tramway repoussés par les autorités départementales. Le conflit perturba l'exploitation de la ligne, les difficultés financières qui s'ensuivirent dans les années 1920 conduisirent le tramway à une fermeture précoce en février 1929.

## Histoire

### Les débuts de l'exploitation

#### Construction et mise en service de la ligne

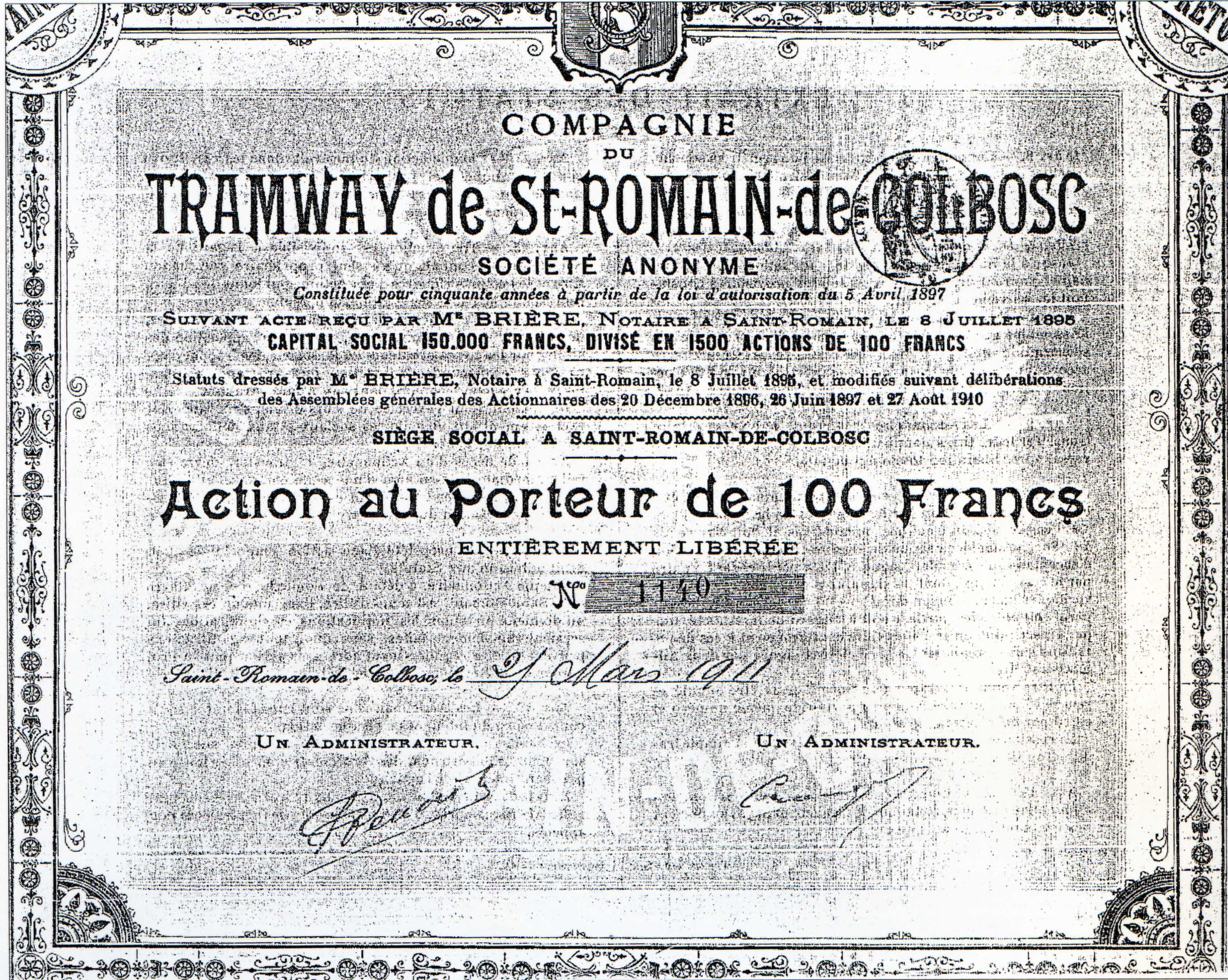
Action de la Compagnie du Tramway de Saint-Romain-de-Colbosc.

La ligne de chemin de fer Paris - Le Havre achevée en 1847, avait laissé à l'écart, par son tracé sur le plateau cauchois, le petit chef-lieu de canton de Saint-Romain-de-Colbosc, géographiquement localisé à une vingtaine de kilomètres à l'est de la Porte Océane. Cette situation obligeait les habitants de ce bourg de quelque 1 800 habitants, possédant un marché important, à se rendre à la gare d'Étainhus - Saint-Romain, distante de quatre kilomètres du centre-ville. Les liaisons étaient peu commodes, neuf omnibus à chevaux, lents et de capacité réduite, assuraient une relation avec la station de la Compagnie des chemins de fer de l'Ouest, qui voyait vingt-deux trains de voyageurs s'arrêter chaque jour et 130 000 passagers transiter annuellement La municipalité s'émut de cette situation difficile faite à ses administrés et s'enquit de la possibilité d'y remédier.
C'est alors qu'un ingénieur havrais, M. Lévêque, soumit au maire de la commune, M. Fidel, le 27 janvier 1894, un projet de tramway à voie métrique assurant la desserte de la gare du chemin de fer d'intérêt général. Après avoir envisagé‚ un moment la traction électrique, il fut décidé‚ d'utiliser la force de la vapeur selon le procédé Serpollet présenté à l'Exposition universelle de Paris de 1889.
Le dossier fut transmis au Conseil général qui l'accueillit favorablement dans sa séance du 29 août 1894, autorisant la mise à l'enquête du projet et acceptant le principe d'une participation financière du département pour l'établissement de la ligne. Malgré‚ l'opposition de certaines communes, qui auraient souhaité, lors de l'enquête d'utilité publique, la traction hippomobile pour favoriser l'élevage des chevaux dans le canton ou qui craignaient l'encombrement de la voie publique par le tramway, le sort de la petite voie ferrée évolua favorablement. Une société, au capital de 100 000 francs, la Compagnie du Tramway de Saint-Romain-de-Colbosc, était fondée et tenait sa première assemblée générale le 17 août 1895, choisissant comme président M. Benoist, un notable local ; ce même mois, les voitures étaient commandées auprès des établissements Serpollet. En février 1896, les travaux, commencés l'automne précédent, étaient déjà bien avancés, la petite ville était transformée en chantier, une scierie à vapeur avait été installée pour débiter les traverses, une partie des voies était posée, certains bâtiments achevés, comme le dépôt ou la gare de Saint-Romain-Ville. Les premiers essais des automotrices Serpollet débutèrent les premiers jours de mai. Le tramway put commencer son exploitation le 18 mai 1896.

#### Première inauguration et difficultés d'exploitation

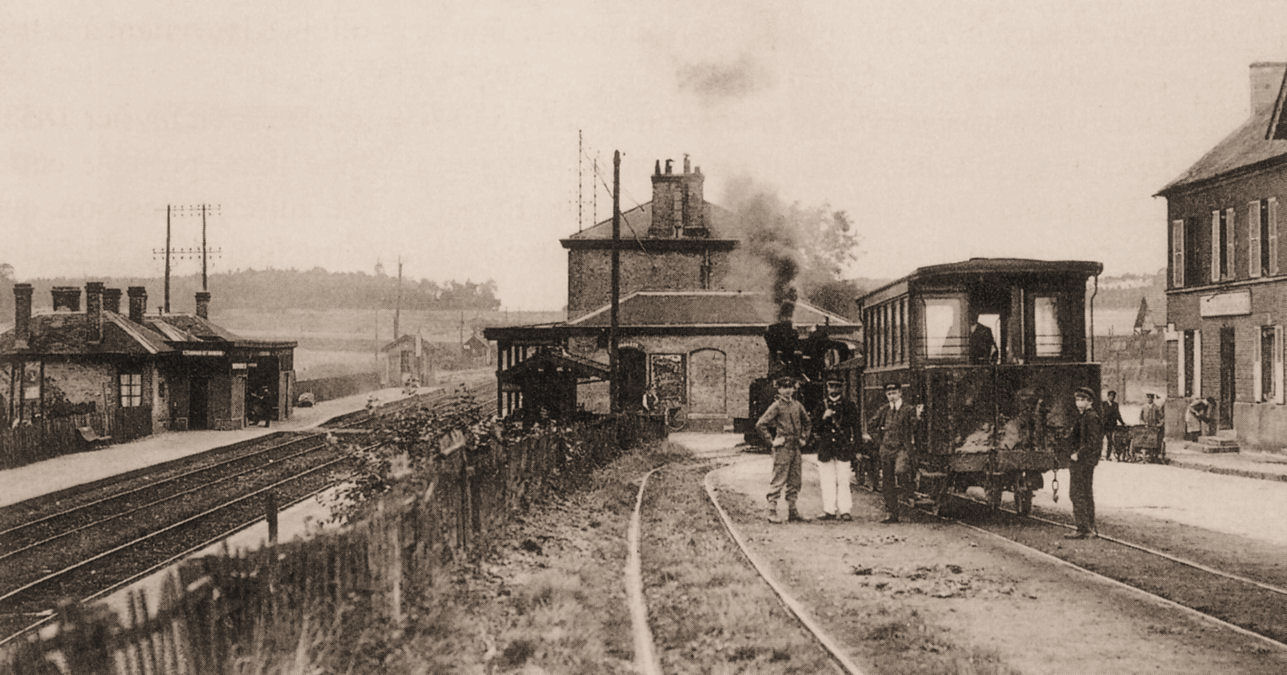
La gare d'Étainhus permettait la correspondance entre le tramway (à droite) et les trains de la Compagnie de l'Ouest.

Le 18 mai 1896 marquait non seulement l'ouverture de la ligne mais c'était également la première ligne de chemin de fer d'intérêt local à être mise en service en Seine-Inférieure. La ligne avait un développement de 4,3 kilomètres et assurait la liaison entre la rue du Docteur Achard et la gare d'Étainhus - Saint-Romain, en empruntant successivement les rues Sylvestre Dumesnil et de la République, puis le Chemin de grande communication no 39 et celui de la gare,. Les automotrices à deux essieux devaient assurer (sauf dans les premiers jours d'exploitation) dix-huit allers et retours quotidiens entre 6 h 30 et 23 h 40 avec quatre arrêts intermédiaires entre les gares d'Étainhus et de Saint-Romain-Ville: le Pont, la Belle-au-Vent, le Moulin rose, le Dépôt. Les débuts du tramway furent marqués par des actes de vandalisme, pierres sur la voie, tire-fond desserrés, derniers sursauts des opposants au nouveau mode de locomotion ou simples actes de malveillance?
Malgré ces incidents regrettables, tout était fin prêt pour l'inauguration officielle qui eut lieu le 12 juillet. La station de Saint-Romain ville délivrait des billets conjoints pour les principales destinations de la Compagnie des chemins de fer de l'Ouest, un service de voitures en correspondance avec le tramway assurait trois allers et retours quotidiens entre La Cerlangue et le bourg. La population était ravie, elle n'était pas peu fière de son tram et disait, à qui voulait bien l'entendre, que Saint-Romain était la plus petite ville du monde à disposer de ce mode de locomotion.
Malgré cet enthousiasme populaire et la signature de la convention définitive entre le préfet de Seine-Inférieure, M. Hendlé, et M. Benoist, le 30 août 1896, l'exploitation du tramway s'avérait difficile. La faible capacité de transport des automotrices, pouvant véhiculer seulement 32 passagers dont 24 assis, obligeait les responsables à distribuer des numéros en cas d'affluence. Le matériel apparaissait de surcroît mal adapté aux conditions difficiles de la ligne (jusqu'à 56 ‰ de déclivité) ; déraillements et détresses se multipliaient et faisaient manquer les correspondances en gare d'Étainhus.

#### Changement de matériel et deuxième inauguration

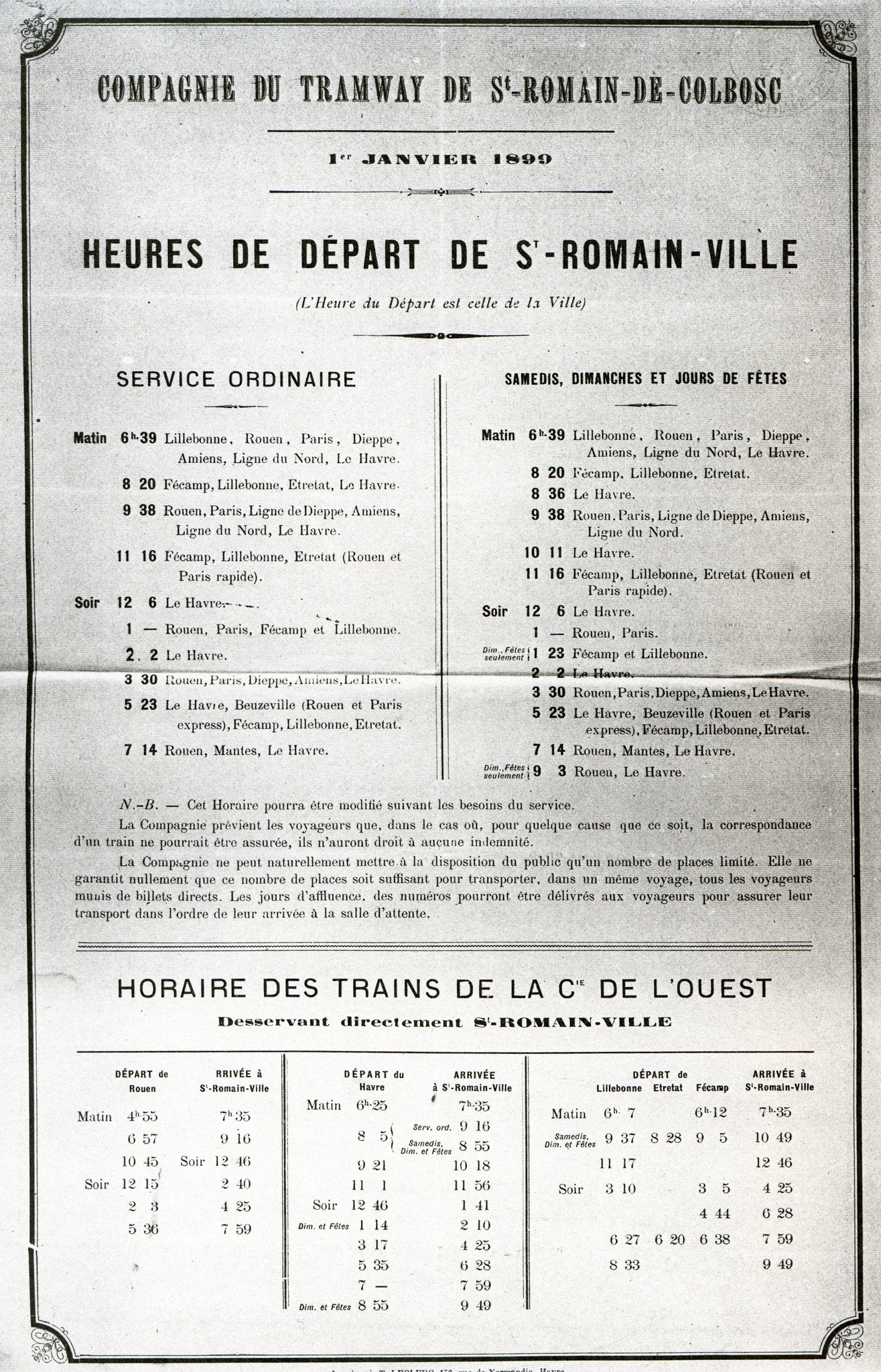
Les horaires du tramway en 1899.

Cette situation délicate obligeait M. Lévêque, devenu l'un des principaux actionnaires de la Compagnie, à publier, le 25 octobre 1896, l'avis suivant:

« La Compagnie informe le public que la Société Serpollet, qui s'était engagée à assurer l'entretien des voitures actuelles jusqu'à leur remplacement par des voitures d'une puissance suffisante pour faire un service régulier dans des conditions normales, n'ayant envoyé en temps utile ni le personnel ni le matériel nécessaire à cet entretien malgré des mises en demeure formelles, l'exploitation du tramway peut se trouver compromise. Toutes les réserves de droit en ce qui concerne les responsabilités ont été faites auprès de la Société Serpollet. »

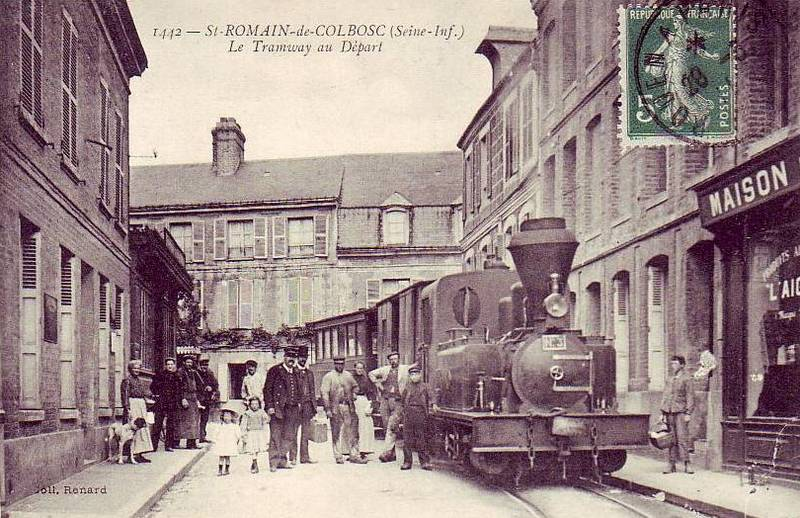
Le tramway prêt au départ devant la gare de Saint-Romain-ville.

Un procès fut rapidement intenté à cette dernière et, le 22 novembre, on arrêta l'exploitation du tramway qui fut remplacé par des omnibus assurant seulement onze navettes quotidiennes. Les modifications nécessaires à la reprise d'un trafic normal furent rapidement mises en œuvre, le renouvellement complet du matériel roulant fut décidé. La Compagnie du tramway de Saint-Romain commanda, aux Établissements Corpet-Louvet de La Courneuve, trois locomotives du type 020T, qui furent livrées entre le 13 avril et le 14 mai 1897 et remplacèrent les trois automotrices Serpollet. La déclaration d'utilité publique, bien tardive, du 5 avril de la même année, intervint quelque temps avant la reprise de l'exploitation, le 1er mai. Cette seconde vie du tramway avait nécessité quelques importantes modifications. Il avait fallu adapter les installations à l'emploi des locomotives par l'ajout d'une troisième plaque tournante dans le dépôt situé au carrefour de la Route nationale 15, par la création d'une boucle remplaçant l'ancien terminus en cul-de-sac de Saint-Romain-Ville. Le nouveau matériel permettait d'envisager l'établissement d'un service marchandises, qui conduisit à la signature d'une convention spéciale avec la Compagnie des chemins de fer de l'Ouest pour l'échange des produits transportés. Enfin, on limita les contraintes imposées au matériel en adoucissant les rampes (abaissées à 48 ‰) et en rectifiant la voie. La seconde inauguration officielle se déroula le 6 juin 1897 en présence de M. Louis Brindeau, député de la circonscription, elle annonçait la seconde vie du tramway, plus sereine sur le plan technique, mais émaillée de difficultés financières.

### Le tramway jusqu'à la Première Guerre mondiale

#### Une ligne rentable

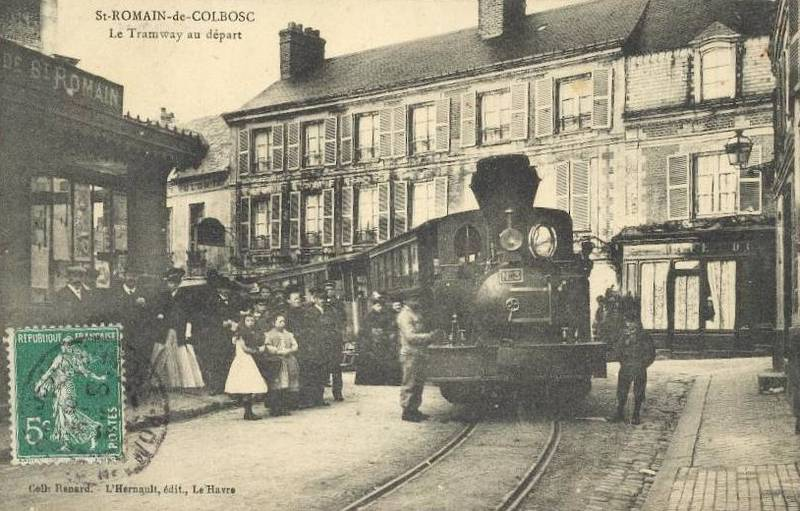
Environ 90000 voyageurs empruntaient le tramway au début du siècle.

Dès lors, ce court tronçon d'intérêt local était parcouru par des convois pouvant comporter jusqu'à cinq voitures qui offraient un maximum de 200 places, ils assuraient alors quinze allers et retours journaliers au lieu des dix-huit initialement prévus. Le trajet était effectué‚ en une quinzaine de minutes, les trains pouvant rouler à 25 km/h en rase campagne et à 12 km/h dans la traversée du bourg. Le conseil général se montra favorable, le 11 avril 1899, à une modification du cahier des charges qui limitait à dix le nombre des trajets quotidiens.
En raison des modifications d'exploitation apportées, les dépenses étaient plus lourdes que prévu, la limitation du nombre des circulations était nécessaire pour distribuer aux actionnaires les dividendes qu'ils attendaient. Ces réformes portèrent leurs fruits, car, malgré l'absence de subventions et la concurrence de la Voiture Haugel qui assurait chaque jour une liaison directe avec Le Havre, les recettes couvraient largement les dépenses d'exploitation, le coefficient d'exploitation était de 1,20 entre 1899 et 1905. Le tramway transportait entre 85 000 et 90 000 voyageurs et rendait de grands services aux populations qui l'utilisaient. Jusqu'en 1910, le coefficient d'exploitation se maintint au-dessus de 1,10, toutefois si le nombre de voyageurs transportés demeurait élevé, le tonnage des marchandises acheminées fléchissait nettement (de 7 000 t au début du siècle à guère plus de 1 000 t à la fin de la première décennie). Les commerçants de Saint-Romain préféraient enlever directement leurs colis à la gare d'Étainhus plutôt que de les confier à la voie ferrée d'intérêt local en raison des frais de transbordement et des taxes élevées du tramway. À partir de 1911, les bénéfices d'exploitation commencèrent à se réduire (coefficient d'exploitation de 1,02 en 1912) ; ces difficultés compromettaient les projets de prolongement du tramway envisagés depuis quelques années.

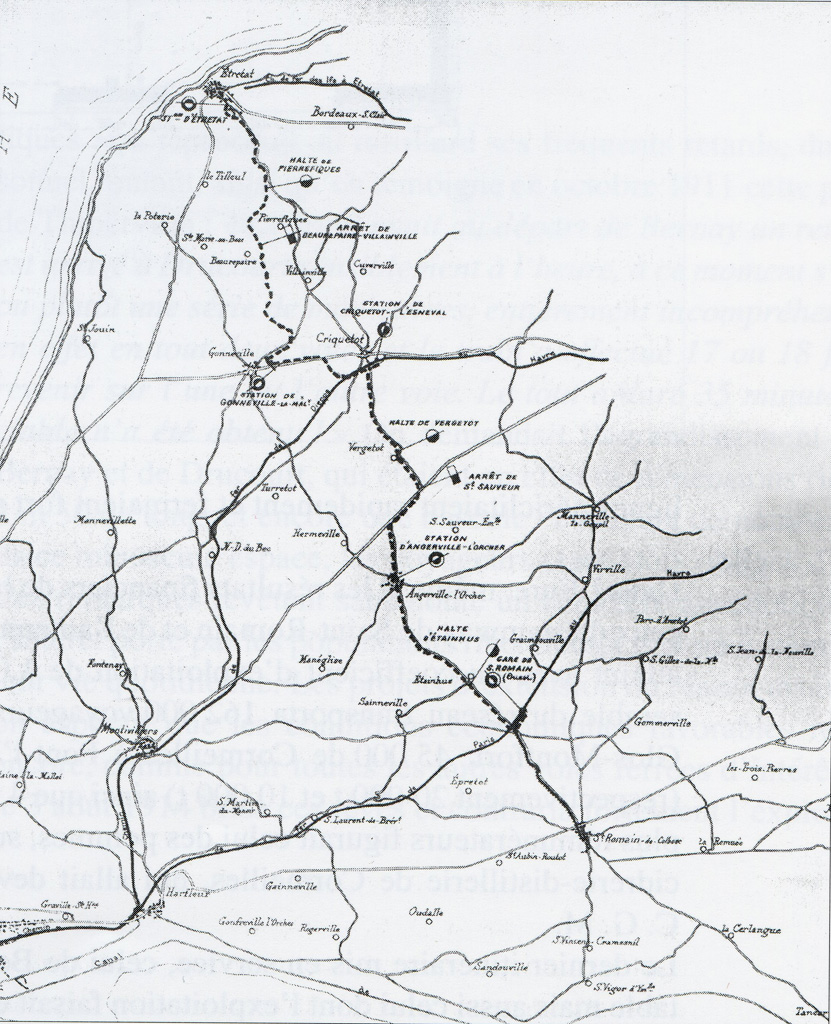
Avant-projet de la ligne de Saint-Romain-de-Colbosc à Étretat (1903).

#### L'échec de l'extension du tramway
En 1903, les concessionnaires du tramway avaient déposé un mémoire pour l'étude du prolongement de la ligne jusqu'à la station balnéaire d'Étretat. Cet itinéraire à voie métrique, long de 25 km, aurait été établi le plus souvent en site propre sur le plateau du Pays de Caux et présentait, selon ses promoteurs, des atouts certains : meilleure desserte d'Étretat mal relié au réseau ferré par l'embranchement des Ifs, désenclavement d'importants bourgs agricoles tels que Gonneville-la-Mallet et Angerville-l'Orcher. Soumis à une commission d'enquête déléguée, en 1904, par le conseil général, ce projet ne fut pas retenu en raison du coût annoncé (1 300 000 francs) et de ses faibles perspectives de trafic entrainant un déficit probable dès l'ouverture de l'itinéraire.
En 1906, un nouvel avant-projet vit le jour, toujours pour relier Saint-Romain-de-Colbosc à Étretat, mais cette fois par MM. Roger et Hulin, ce dernier exploitant le tramway du Trianon dans la partie sud de l'agglomération rouennaise. Pour réduire les coûts, il était proposé d'établir la ligne en voie étroite de 0,60 m dans sa partie nouvelle et de poser un troisième rail sur le tronçon métrique existant entre Étainhus et Saint-Romain. Tout comme la précédente, cette demande fut rejetée par le conseil général en 1913.
Deux autres projets, à voie métrique, émanant de la Compagnie du Tramway de Saint-Romain-de-Colbosc ne connurent guère plus de succès, l'un pour l'établissement d'une ligne entre Le Havre et Étretat par le littoral, l'autre pour le prolongement de l'itinéraire existant jusqu'à Lillebonne.

### Les difficultés et la fermeture de la ligne

#### La Première Guerre mondiale et ses conséquences

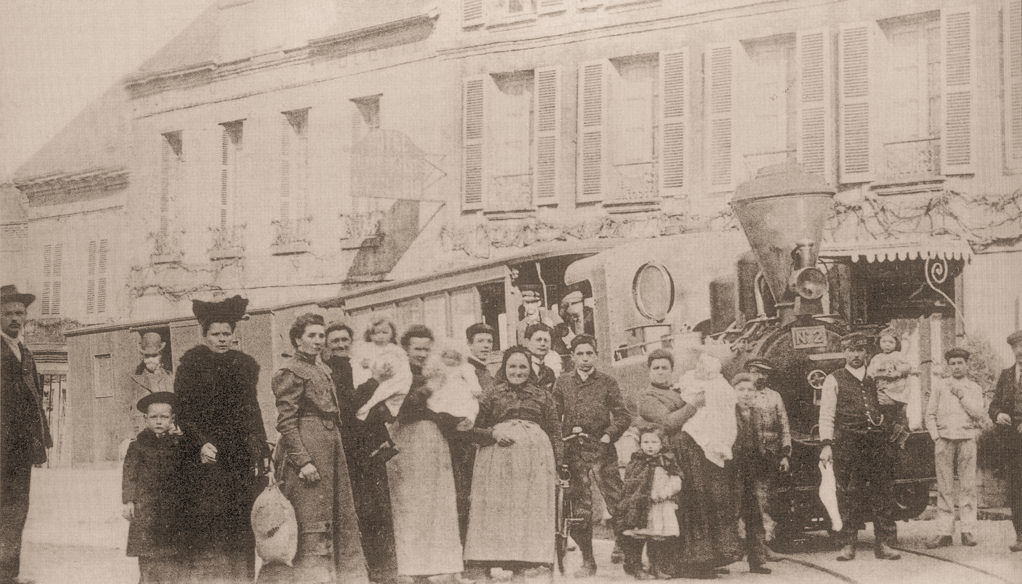
Le tramway au centre du bourg.

La Première Guerre mondiale, qui éclata le 3 août 1914, allait avoir de graves conséquences pour l'exploitation du tramway. Durant les deux premiers mois du conflit, en août et septembre, le trafic s'arrêta presque totalement, puis la guerre se prolongeant, l'exploitation reprit partiellement à compter du troisième trimestre de l'année 1914 et six des dix trains quotidiens furent assurés, avec plus ou moins de régularité jusqu'à la fin des hostilités. Comme les autres lignes, celle de Saint-Romain dut affronter de multiples difficultés : ravitaillement aléatoire en charbon, pénurie de personnel, problèmes d'exploitation liés au mauvais entretien du matériel, de la voie, relations délicates avec les autorités militaires qui privilégiaient les voies ferrées d'intérêt stratégique. Le nombre des voyageurs transportés baissa fortement durant les années 1915, 1916 et 1917 passant de 90 000 avant le conflit à moins de 50 000. Les recettes diminuèrent donc sensiblement alors que les dépenses croissaient en raison de le forte élévation du prix des matières premières et des augmentations de salaires destinés à compenser les effets de la hausse des prix. Le coefficient d'exploitation chuta à 0,82 en 1918.
La paix revenue, la fin de l'année 1918 et le début de l'année 1919 furent consacrés à effectuer un état des lieux des travaux à réaliser, des réparations à accomplir pour un retour à l'exploitation normale d'avant-guerre. C'était surtout le manque de liquidités financières qui était le principal problème pour le tramway de Saint-Romain. Les concessionnaires supplièrent les autorités départementales de leur accorder une subvention de 27 000 francs sous peine de voir la ligne cesser son exploitation et demandèrent une électrification de l'itinéraire, seul remède au déclin inéluctable du trafic. Le conseil général exauça la première demande - ce qui permit de parer au plus pressé : réparation des bandages des machines, achat d'huile… - mais fit la sourde oreille à la proposition de modernisation.
Finalement, la reprise s'effectua plutôt correctement. En 1920, le nombre d'allers et retours quotidiens (dix) avait retrouvé son niveau d'avant 1914, le total des voyageurs (91 000) étant sensiblement identique. Le coefficient d'exploitation était tout à fait honorable - 0.96 de moyenne entre 1921 et 1924 - mais ce résultat était obtenu au prix d'un entretien minimum de la voie et du matériel roulant. En 1921, les concessionnaires estimaient à 50 000 francs les dépenses indispensables pour renouveler les traverses (cette opération était envisagée depuis 1907) et réparer les locomotives. Une subvention de 20 000 francs fut à nouveau demandée au conseil général qui l'accorda, le 4 mai 1921, après des discussions houleuses, mais la compagnie ne pouvait envisager l'avenir sereinement avec une telle gestion.

#### De graves problèmes financiers

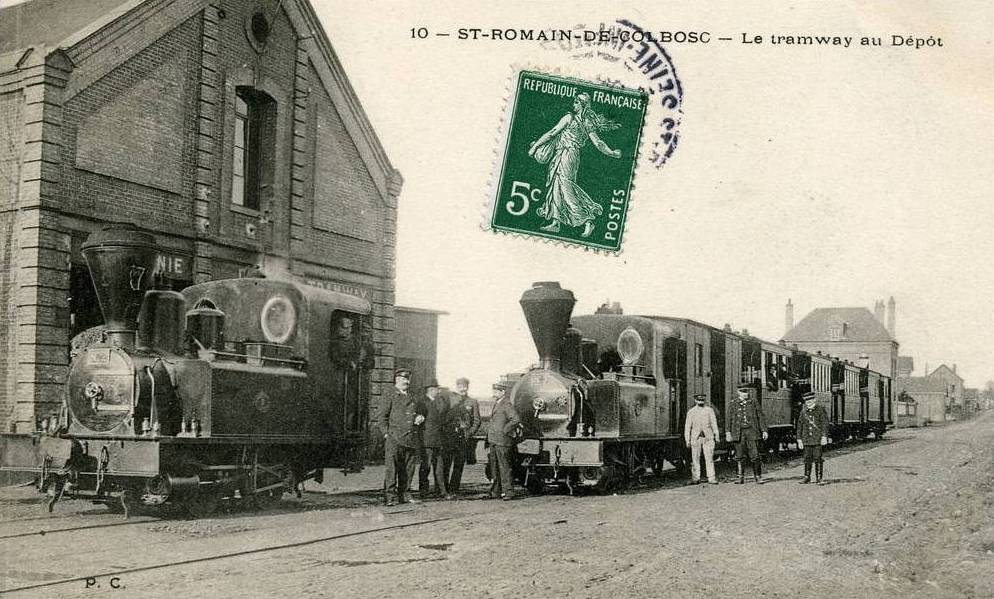
La presque totalité du matériel du tramway exposée devant le dépôt.

Les difficultés de l'immédiat après-guerre se transformèrent en cauchemar à partir de 1925. Cette année-là vit la compagnie demander une nouvelle fois au conseil général de lui accorder une subvention de 20 000 francs. Pourtant, le tramway disposait d'un budget équilibré, d'une exploitation rationnelle, mais il était victime d'une grave crise de trésorerie. D'ailleurs, ses actionnaires n'avaient jamais reçu de dividendes, à l'exception d'une somme dérisoire en 1922. L'assemblée départementale, consciente de cet état de fait, soucieuse de préserver l'itinéraire, accorda dans sa séance du 3 octobre 1925 les fonds nécessaires à la survie du petit chemin de fer. Toutefois, dans un souci de plus grandes économies, le nombre des allers et retours quotidiens tomba à sept les jeudis (jours de marché), dimanches et jours fériés, à cinq les autres jours.
Jusqu'à présent, les subventions accordées par le conseil général au tramway de Saint-Romain demeuraient exceptionnelles, la compagnie ayant fait appel à cet expédient seulement à trois reprises (1918,1921,1925). Mais le coefficient d'exploitation, presque toujours proche de l'équilibre, se dégrada en 1926 (0,80 contre 0,99 l'année précédente) et la compagnie dut une nouvelle fois recourir aux deniers publics. Les sommes réclamées furent obtenues sans grandes difficultés, mais l'ingénieur en chef, M. Tartrat, fit une intervention lourde de menaces pour le tramway:

« Nous estimons qu'en principe, la demande de la compagnie est fondée et qu'il est absolument indispensable que le département lui vienne en aide. Toutefois, nous estimons que le régime de la subvention à titre de secours doit rester un procédé tout à fait exceptionnel et qu'il est anormal qu'un concessionnaire soit obligé‚ chaque année de s'en remettre à la générosité‚ du conseil général pour boucler son budget. A notre avis, ce qu'il faut retenir des difficultés financières ‚prouvées par la compagnie, c'est que malgré‚ tout l'esprit d'économie qu'elle apporte dans sa gestion, la preuve est faite que la ligne ne peut pas vivre sans une aide permanente du département. »

Ce fonctionnaire avait parfaitement analysé la situation, il plaçait les édiles de la Seine-Inférieure devant leurs responsabilités. La ligne de Saint-Romain n'étant plus rentable, soit ils considéraient que le tramway était indispensable à la contrée desservie et acceptaient d'y investir l'argent des contribuables, soit ils l'abandonnaient à son sort et l’itinéraire allait cesser son activité.

#### La disparition du tramway

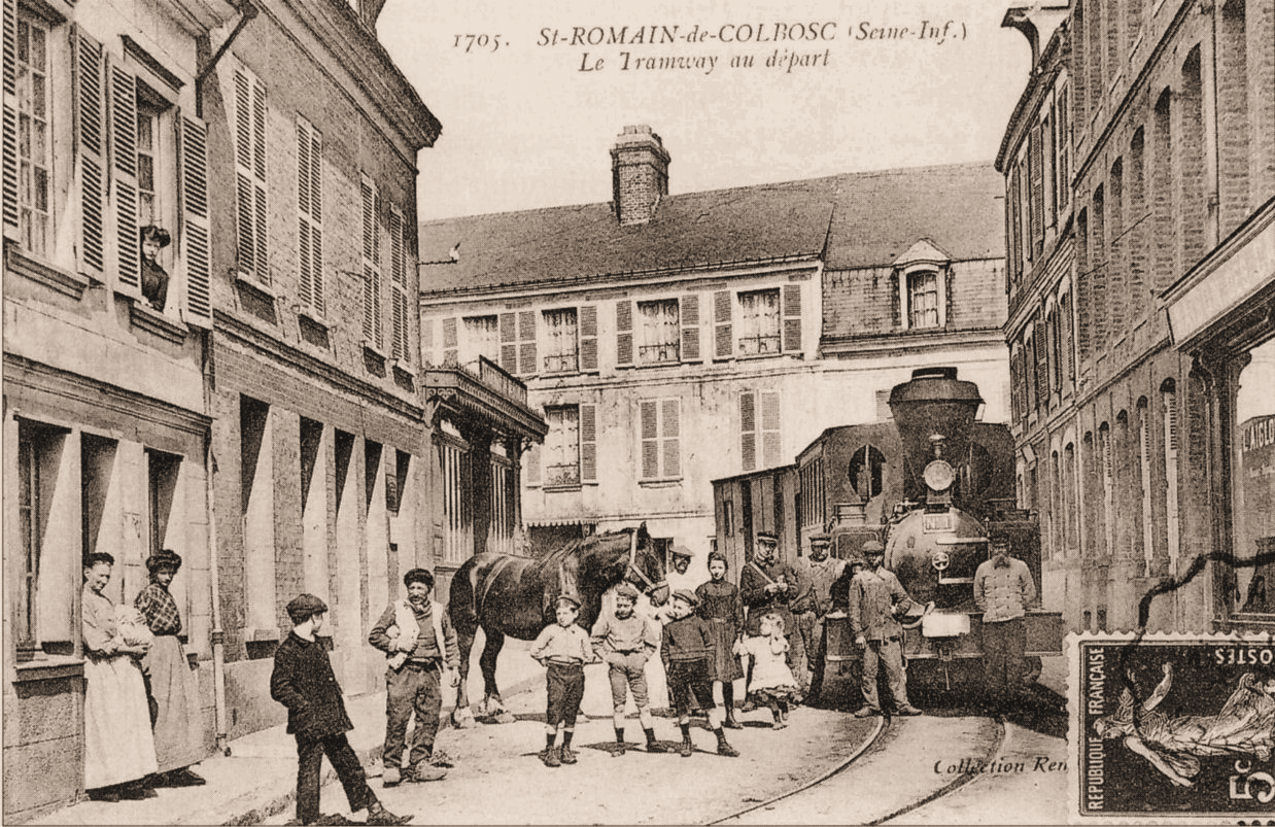
Dans les rues de Saint-Romain.

Dans un premier temps, les conseillers généraux consentirent à accorder une aide au tramway, des subventions lui furent encore allouées en 1927 et 1928. La situation de la compagnie s'aggravait pourtant de mois en mois, la diminution du trafic s'expliquait surtout par l'augmentation des tarifs de la Compagnie des chemins de fer de l'État, laquelle avait contribué‚ à raréfier les voyageurs de la gare d'Étainhus constituant l'essentiel des passagers de la voie ferrée d'intérêt local. En 1927, le nombre des allers et retours journaliers fut réduit à quatre les jeudis, dimanches et fêtes, à trois le reste de la semaine. Le coefficient d'exploitation ne cessait de baisser : 0,76 en 1927, 0,66 en 1928. L'estocade finale fut portée en novembre 1928 par la création d'un service d'autobus Le Havre – Saint-Romain-de-Colbosc - Bolbec - Lillebonne - Caudebec-en-Caux exploité par la S.A.T.O.S. (Société Auxiliaire de Transports de l'ouest et du sud-ouest), filiale des Chemins de Fer de l'État. Les derniers usagers abandonnèrent la voie ferrée, il ne restait plus qu'à abandonner l’exploitation. Le 24 février 1929, le tramway de Saint-Romain-de-Colbosc arrêtait ses activités.
Dans une lettre envoyée dès le lendemain au préfet, le directeur de la compagnie, M. Fajole (qui avait succédé à M. Benoist), déclarait:

« Malgré‚ tout son bon vouloir et le plus vif désir de remplir ses engagements et de reconnaître ainsi la bienveillance dont le département a toujours fait preuve à son égard, la Compagnie du Tramway de Saint-Romain-de-Colbosc est obligée d'arrêter son exploitation, elle est allée jusqu'au bout de ses forces, mais elles sont épuisées: le dernier morceau de charbon a été brûlé‚ le 24 au soir: Depuis un an, les recettes diminuaient d'une façon importante, tant par suite d'horaires peu favorables des trains de l'État que par la création de service automobiles, libres d'abord, réguliers ensuite qui absorbent la presque totalité‚ des voyageurs à transporter. Or, cette branche d'activité‚ était la véritable raison d'être du tramway. Ces services devant s'intensifier à bref délai, ce sera la disparition de notre trafic. Après trente et un ans de lutte, il est dur de tomber; mais la loi du progrès est inéluctable, il faut s'incliner. »

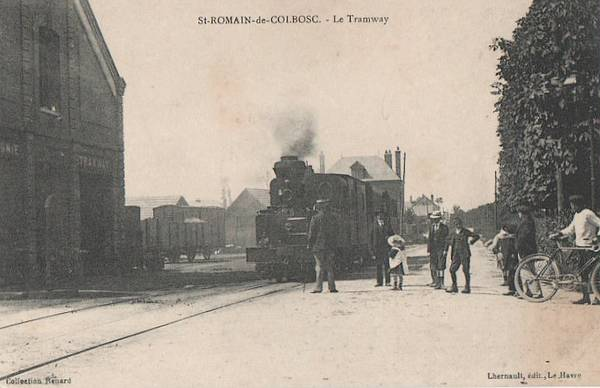
En provenance de la gare d'Étainhus, le tramway se dirige vers le bourg.

La fin du petit train fut aussi discrète que l'avait été son existence; juste quelques pétards lancés par les employés en ce samedi soir d'hiver froid et venteux marquèrent l'adieu au tramway.
La compagnie fut placée, dès le mois de mars 1929, en liquidation judiciaire, alors que le conseil général engageait l'étude d'un service de substitution pour la desserte du petit bourg normand. Après d'âpres négociations, la liaison entre Saint-Romain et la gare d'Étainhus fut rouverte grâce au concours d'un bus de la S.A.T.O.S. Cette desserte, inaugurée le 10 juillet 1929, était elle aussi subventionnée à hauteur de 28 000 francs chaque année par le département, alors que 36 000 francs auraient été nécessaires pour la poursuite de l'exploitation par la petite voie ferrée. Une enquête de déclassement de la ligne fut ouverte en janvier - février 1930. Les conseils municipaux consultés furent unanimes à demander la disparition de ce mode de locomotion, aucune observation n'avait même été déposée sur le registre ouvert à la mairie de Saint-Romain. L'affaire était entendue depuis longtemps : la commission départementale émit, le 28 mars 1930, un avis favorable au déclassement de la ligne, qui fut officiellement prononcé par le Conseil d'État le 29 janvier 1932. La voie fut démontée, la chaussée remise en état, le matériel vendu ; il a terminé‚ son existence en Afrique subsaharienne, selon les sources au Gabon ou au Congo.

### Les causes d'une fermeture précoce
Le tramway de Saint-Romain-de-Colbosc a arrêté son exploitation bien avant les autres voies ferrées d'intérêt local du département (en 1947 pour le Chemin de fer de Normandie, en 1948 pour la ligne Aumale - Envermeu et 1953 pour celle reliant Montérolier-Buchy à Saint-Saëns), cette précocité peut s'expliquer, en dehors des causes générales qui ont conduit à l'arrêt des chemins de fer secondaires, par des raisons spécifiques :
- la construction de l'itinéraire par une société privée avait obligé celle-ci à contracter de lourds emprunts dont le remboursement pesa en permanence sur les résultats d'exploitation. Les autres voies ferrées d'intérêt local avaient été construites aux frais du département et ne souffraient pas de ce handicap. Le tramway, malgré une gestion saine, ne pouvait ainsi se permettre d'investir, voire d'assurer un entretien régulier de son matériel surtout après 1918[27].
- la quasi-disparition, après quelques années d'exploitation, du transport de marchandises (à l'exception d'un trafic de messageries très réduit) en raison de la faible longueur de la ligne qui ne justifiait pas des opérations de transbordement et de l'absence d'une unité industrielle embranchée susceptible de fournir des tonnages réguliers[28].
- l'échec des tentatives d'extension du réseau qui aurait permis une utilisation plus rationnelle du matériel et l'apport d'un trafic marchandises non négligeable[34]
- l'absence de modernisation dans les années suivant la Première Guerre mondiale. L'électrification aurait permis d'accélérer les vitesses, de réduire les charges d'exploitation. Le maintien de la vapeur pour une ligne aussi courte nécessitait un nombre incompressible d'agents qui rendait la voie ferrée peu compétitive face au transport routier en plein développement à partir des années 1920 et nécessitant moins de personnel[19].

## Personnel

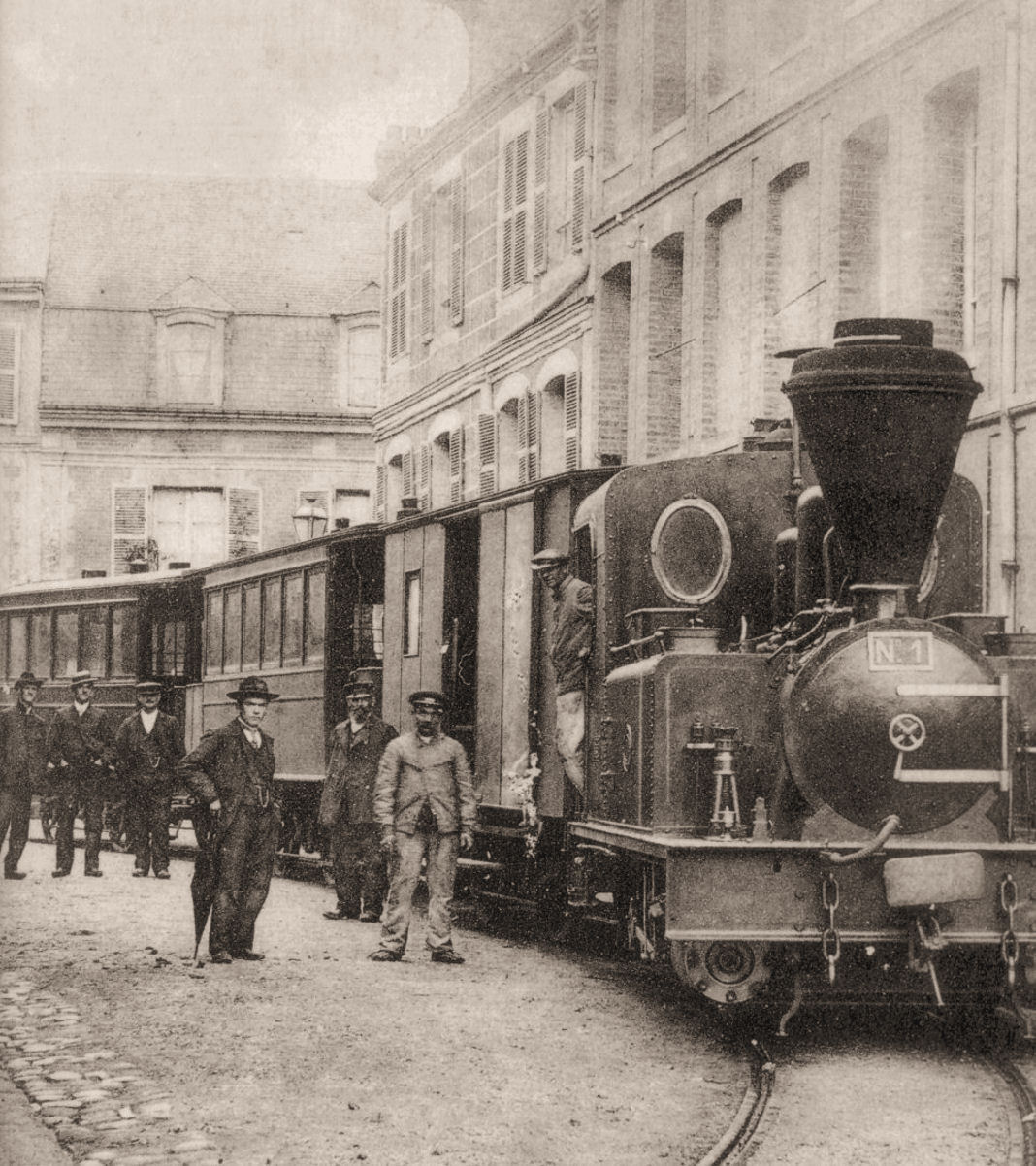
Mécanicien, chauffeur et chef de train devant le tramway.

L'exploitation de la ligne était effectuée avec un personnel restreint pour limiter les frais d'exploitation. Si on excepte les actionnaires de la Compagnie et le directeur de celle-ci, le nombre de cheminots se limitait à treize au début de l'exploitation, à savoir :
- six membres parmi le personnel de traction : un chef de dépôt, deux mécaniciens, deux chauffeurs, un agent de bureau.
- trois membres parmi le personnel des trains : trois chefs de train-receveurs.
- deux membres parmi le personnel des gares : un chef de gare à Saint-Romain-Ville, un employé à la gare de correspondance d'Étainhus.
- deux membres du personnel de voie : deux cantonniers.

En 1911, le nombre d'employés s'abaissa à douze ; un chef de train et l'agent de bureau de dépôt disparurent de la liste des effectifs mais l'entretien de la voie nécessita l'embauche d'un nouveau cantonnier. Ce nombre demeura ensuite stable jusqu'à la fermeture du tramway.

## Infrastructure

### Voie et bâtiments

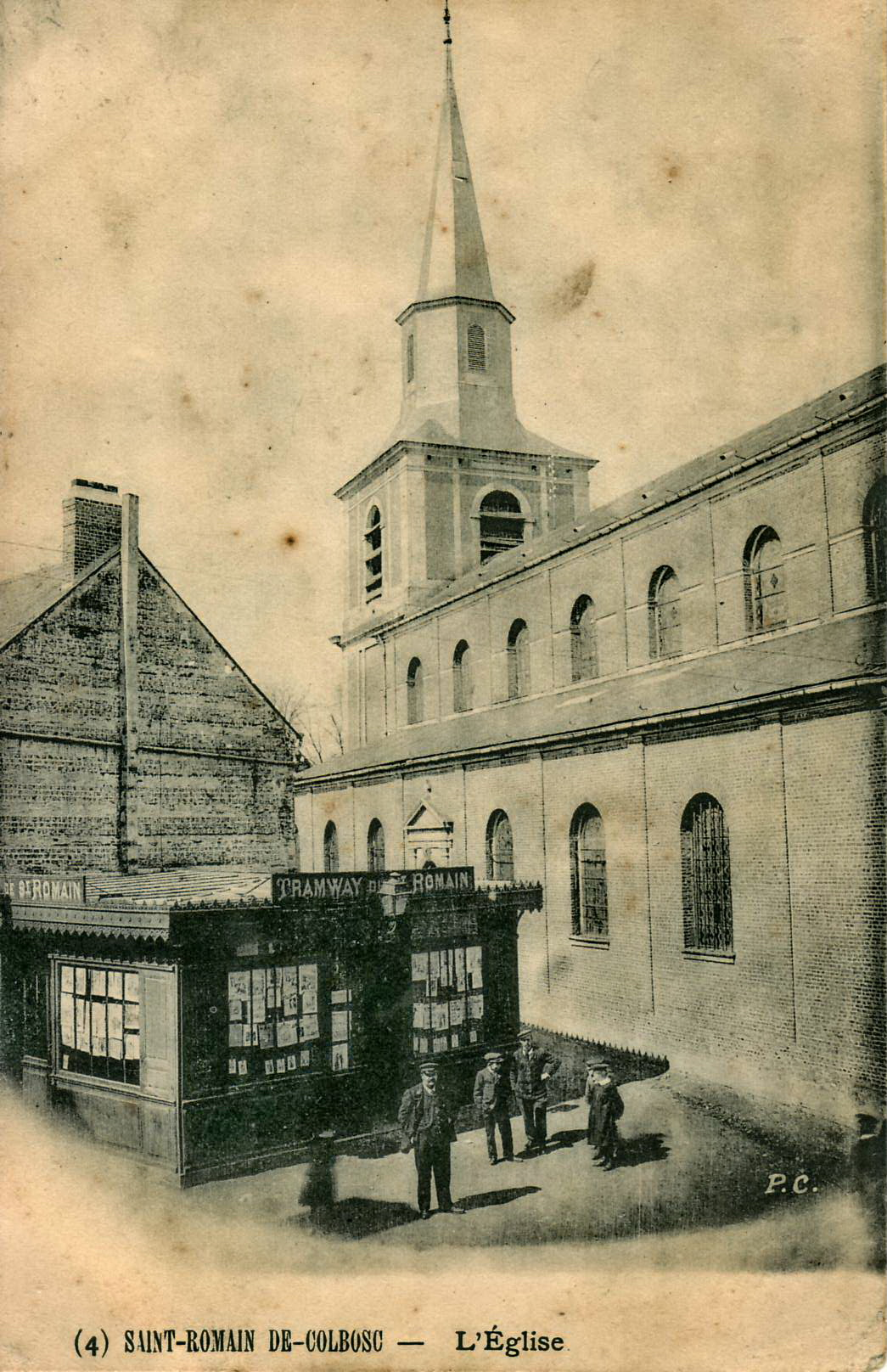
Le kiosque du terminus du tramway était bâti sur le côté de l'église de Saint-Romain.

La voie, noyée dans la chaussée, était établie en rail du type « Vignole » de 18 kg/m et pouvait présenter de fortes contraintes : pentes allant jusqu'à 56 ‰ au début de l'exploitation, courbes serrées s'abaissant jusqu'à 20 mètres (pour entrer ou sortir de la gare Ouest, puis État d'Etainhus). La ligne était à voie unique, un évitement, peu avant le carrefour du Moulin Rose, permettait le croisement des convois ; à la gare d'Etainhus, une plaque tournante permettait le retournement des locomotives qui ne circulaient jamais tender avant.
Les bâtiments étaient peu nombreux; à l'exception de la gare commune entre le grand réseau et la ligne, ils se résumaient à la gare de Saint-Romain-Ville, petit kiosque où l'on vendait les billets du tramway et pour toutes les destinations des trains de la Compagnie des chemins de fer de l'Ouest (puis de la Compagnie des chemins de fer de l'État), et au dépôt du réseau (qui servait également de gare marchandises) sis à proximité de l'intersection entre le Chemin de grande communication no 39 et la route nationale 15. Les haltes étaient matérialisées par de simples poteaux de bois.

## Matériel roulant

### Les automotrices
Au début de l'exploitation (du 18 mai au 22 novembre 1896), le tramway utilisa trois automotrices à vapeur Serpollet. Il s’agissait d'automotrices unidirectionnelles, commandées en août 1895, à deux essieux, de 5,05 m de longueur et d'un poids de 10 t en charge, qui utilisaient le procédé Serpollet révélé‚ au public en 1889. Selon cette technique, de minuscules chaudières fournissaient de la vapeur à de petites machines motrices. Ces générateurs se composaient de tubes en acier ou en cuivre, aplatis de manière à n'offrir plus qu'une section libre extrêmement mince et presque capillaire. Ces tubes, enroulés en spirale, étant plongés dans les flammes d'un foyer, l'eau qui y était injectée se transformait instantanément en vapeur surchauffée, laquelle était délivrée aux machines réceptrices au fur et à mesure de sa formation. Sur les automotrices, le moteur était fixé en dessous de la plate-forme et actionnait, par des chaines, les deux essieux du véhicule. Malgré ce procédé‚ révolutionnaire, l'intérieur très soigné de ces engins (pitchpin vernis, banquettes en velours rouge) offrant 32 places (24 assises et 8 sur une plate-forme), la Compagnie dut rapidement se séparer des automotrices qui ne pouvaient s'adapter au profil très difficile de la petite ligne et les transforma en voitures.

### Les locomotives

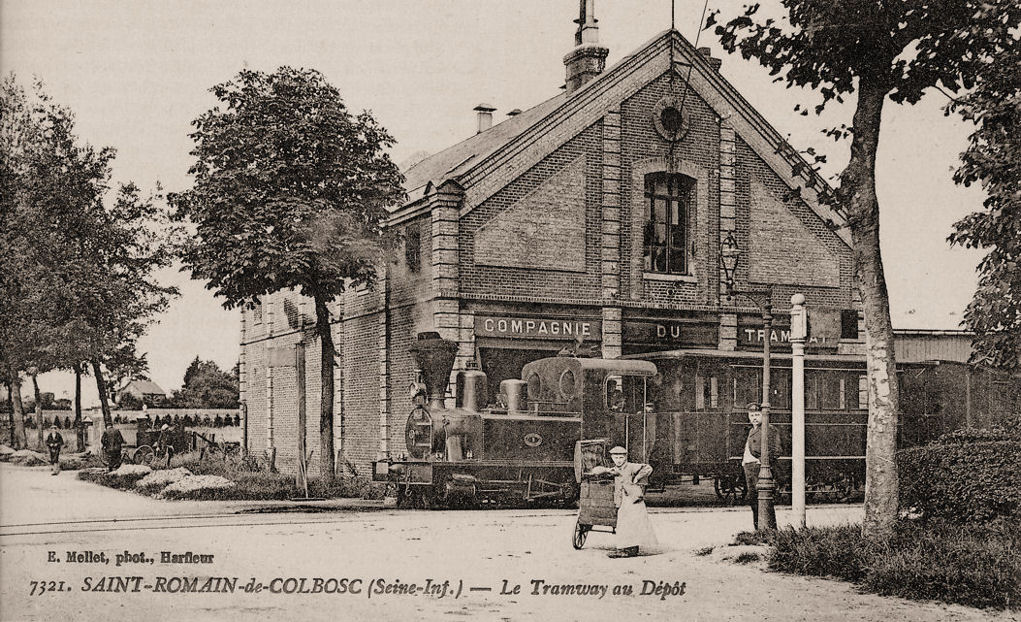
Une Corpet-Louvet 020T à la tête d'un convoi devant le dépôt.

Après l'échec des automotrices, la Compagnie concessionnaire passa commande aux Établissements Corpet-Louvet de trois locomotives de type 020T. Livrées au printemps 1897 (le 13 avril pour la 680, le 26 avril pour la 681, le 14 mai pour la 682), ces machines de 12,5 t en ordre de marche, à attelage avec tampon central, furent numérotées sur le réseau de 1 à 3. Premiers exemplaires d'une série qui en comporta une dizaine, ces engins à tiroirs plans, distribution Allan à deux excentriques, cheminées pare-escarbilles, s'avérèrent robustes, bien adaptées aux fortes déclivités de la voie ferrée. Capables de tracter un convoi de 45 t (cinq voitures ou wagons) à la vitesse maximale de 25 km/h, elles accomplirent le service sur la ligne jusqu'à sa disparition.

### Les voitures et wagons
Le tramway disposait de :
- quatre voitures à deux essieux de 40 places (20 places assises, plus 10 debout sur chacune des plates-formes ouvertes aux deux extrémités) provenant de la transformation des automotrices Serpollet pour trois d'entre elles (la quatrième aurait été fournie par les établissements Serpollet en contrepartie de la non exécution de ses engagements)[43].
- deux fourgons à deux essieux de 3 t de tare.
- deux wagons de marchandises à deux essieux de 2,2 t de tare et de 6 t de charge utile[44].